# The Rocky Horror Picture Show (album)
The Rocky Horror Picture Show è l'album contenente la colonna sonora del film The Rocky Horror Picture Show del 1975, adattamento del musical The Rocky Horror Show che aveva aperto nel 1973. L'album è stato pubblicato nel 1975 dalla Sanctuary Records ed è stato prodotto da Richard Hartley.

## Accoglienza
L'album arrivò alla quarantanovesima posizione della Billboard 200 nel 1978, la quarantesima posizione della classifica australiana e l'undicesima di quella neozelandese.

## Tracce

### Edizione regolare (1975)
Lato A
1. Richard O'Brien – Science Fiction/Double Feature – 4:30
2. Barry Bostwick, Susan Sarandon – Dammit Janet – 2:51
3. Barry Bostwick – Over at the Frankenstein Place – 2:37
4. Richard O'Brien – Time Warp – 3:15
5. Tim Curry – Sweet Transvestite – 3:21
6. Tim Curry – I Can Make You a Man – 2:07
7. Meat Loaf – Hot Patootie - Bless My Soul – 3:00
8. Tim Curry – I Can Make You a Man (Reprise) – 1:44

Durata totale: 23:25
Lato B
1. Susan Sarandon – Touch-a, Touch-a, Touch Me – 2:27
2. Jonathan Adams – Eddie – 2:44
3. Peter Hinwood – Floor Show – 8:13
4. Tim Curry – I'm Going Home – 2:48
5. Barry Bostwick – Super Heroes – 2:45
6. Richard O'Brien – Science Fiction/Double Feature (Reprise) – 1:26

Durata totale: 20:23
Tracce bonus della riedizione su CD del 1989
1. Time Warp (1989 remix - extended version)
2. Time Warp (music - 1 = background track = U mix)

### The Rocky Horror Picture Show: 25 Years of Absolute Pleasure (2000)
1. Science Fiction/Double Feature
2. Dammit Janet
3. Over at the Frankenstein Place
4. Time Warp
5. Sweet Transvestite
6. Sword of Damocles
7. I Can Make You a Man
8. What Ever Happened to Saturday Night?
9. I Can Make You a Man (Reprise)
10. Touch-a, Touch-a, Touch Me
11. Once in a While
12. Eddie's Teddy
13. Planet, Schmanet, Janet
14. Rose Tint My World
15. Don't Dream It Be It
16. Wild and Untamed Thing
17. I'm Going Home
18. Super Heroes
19. Science Fiction/Double Feature (Reprise)

## Musicisti[4]
- Richard Hartley - arrangiamenti, tastiere, direttore musicale
- Count Ian Blair - chitarra acustica ed elettrica
- Mick Grabham - chitarra elettrica
- Dave Wintour - basso elettrico
- B.J. Wilson - batteria
- Phil Kenzie - sax

## Classifiche
L'album inizialmente entrò in classifica nel 1978, tuttavia nel 2010 in seguito all'utilizzo dei brani di The Rocky Horror Picture Show in un episodio della seconda stagione della popolare serie televisiva Glee, l'album è rientrato in classifica, salendo sino alla posizione numero 55.
| Classifica (1978)                 | Posizione più alta |
| --------------------------------- | ------------------ |
| Australia                         | 40                 |
| Austria                           | 8                  |
| Nuova Zelanda                     | 11                 |
| U.S. Billboard 200                | 49                 |
| Classifica (2010)                 | Posizione più alta |
| U.S. Billboard 200                | 55                 |
| U.S. Billboard Top Digital Albums | 7                  |
| U.S. Billboard Top Pop Catalog    | 2                  |
| U.S. Billboard Top Soundtracks    | 4                  |